# Le Nom sur le bout de la langue

Le Nom sur le bout de la langue est un essai de Pascal Quignard publié en 1993 aux éditions POL, dont le texte a été écrit pour le mélodrame éponyme de Michèle Reverdy.
La réflexion de Pascal Quignard tourne autour de la difficulté qu'a le langage à exprimer ce que l'on ressent.